# بابا (علوية أناضولية)
يُشار إلى لقب بابا في الطائفة العلوية الأناضولية إلى زعيم روحي وديني، والذي يرتبط بلقب ديدي أو الجد في الصوفية.